# Naprężenie ścinające

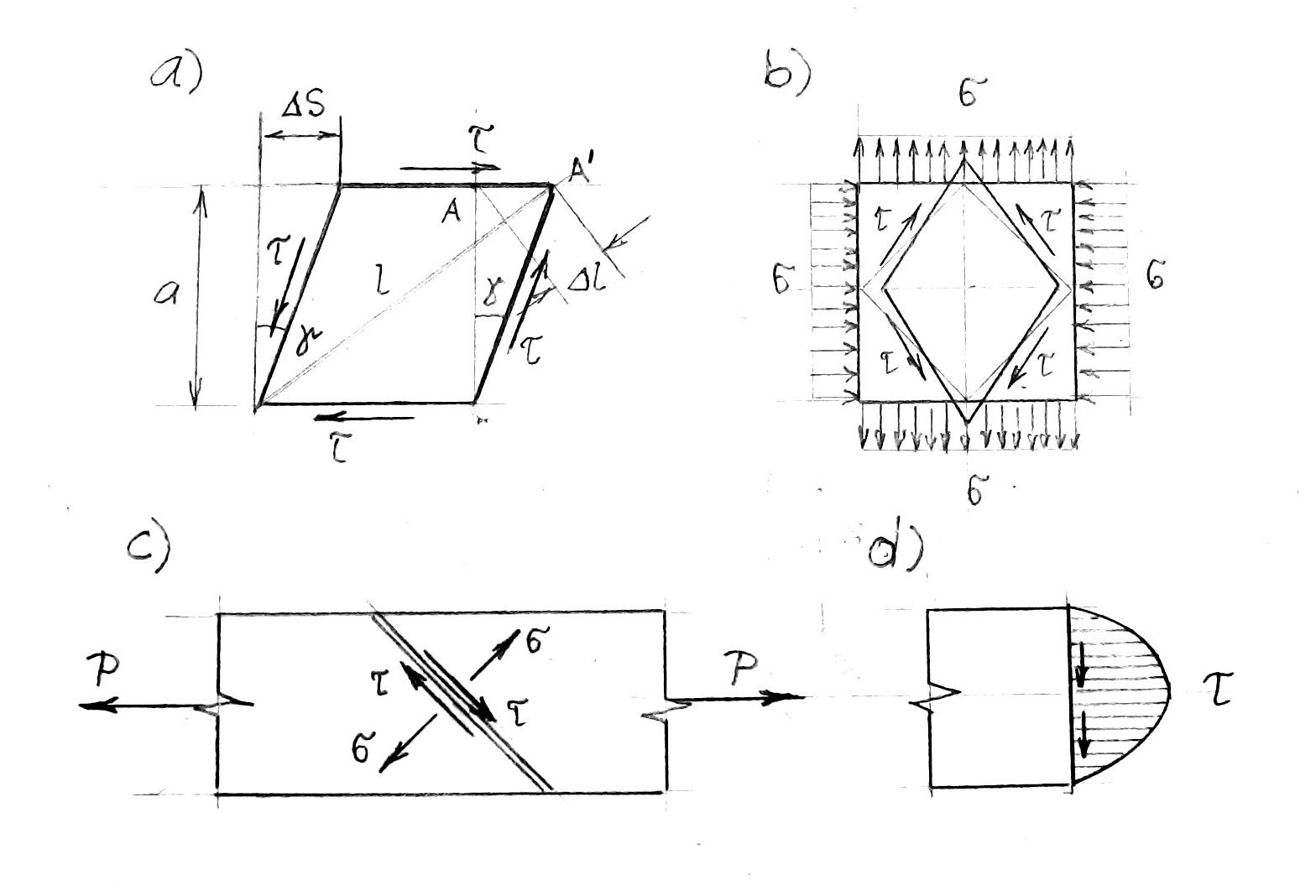
Rys. 1. a) czyste ścinanie w pewnym punkcie ośrodka; b) przypadek czystego ścinania w płytce; c) naprężenie styczne w pręcie rozciąganym; d) nieliniowy rozkład naprężeń stycznych w przekroju płasko zginanego pręta pryzmatycznego o przekroju prostokątnym

Naprężenie ścinające {\displaystyle \mathbf {\tau } } (zwane również naprężeniem stycznym lub tnącym) jest bezpośrednią przyczyną powstawania odkształceń postaciowych {\displaystyle \mathbf {\gamma } } w obciążonym ośrodku sprężystym. Takie odkształcenia (pokazane na rys. 1a-b dla płaskiego stanu naprężenia), powodują tylko zmianę kształtu elementarnego sześcianu (otaczającego rozważany punkt ośrodka) w dwuskośny równoległościan, bez jakiejkolwiek zmiany jego objętości (tzw. zmiana dewiacyjna – bez zmiany długości krawędzi). W przypadku ogólnym sześcian ten podlega nie tylko działaniu naprężeń stycznych {\displaystyle \mathbf {\tau } ,} ale również naprężeń normalnych {\displaystyle \mathbf {\sigma } ,} powodujących zmianę objętości tego sześcianu bez jakiejkolwiek zmiany jego kształtu (tzw. zmiana aksjacyjna – ze zmianą długości krawędzi). Obydwa naprężenia, styczne i normalne, są składowymi całkowitego naprężenia {\displaystyle \mathbf {s} } działającego na ścianę sześcianu.